# Децентрализованные финансовые сервисы
Децентрализованные финансовые сервисы, или децентрализованные финансы (англ. Decentralized Finance, DeFi) — общее название для аналогов традиционных финансовых инструментов, реализованных в децентрализованной архитектуре. Эти сервисы общедоступны, являются проектами с открытым исходным кодом и чаще всего основаны на смарт-контрактах. К децентрализованным финансовым сервисам относятся некастодиальные протоколы для кредитования под залог криптоактивов, децентрализованные биржи (DEX), рынки предсказаний и протоколы выпуска синтетических активов и деривативов. Финансовые инструменты, существующие на одной блокчейн-платформе, могут быть скомпонованы между собой различными способами благодаря программной совместимости смарт-контрактов и стандартизации токенов.

## Примеры
Одним из самых первых сервисов такого рода стал проект MakerDAO, запущенный в 2017 году и позволяющий получать заём в стейблкойне Dai под залог криптовалюты Ethereum. По состоянию на июнь 2020 года самым популярным децентрализованным финансовым сервисом является платформа кредитования Compound.
В феврале 2020 года совокупный объём цифровых активов, удерживаемых децентрализованными финансовыми сервисами, впервые превысил 1 млрд долларов США. В апреле 2021 года объём ликвидности в этом секторе превысил 100 млрд. долларов США. Крупнейшими игроками на глобальном уровне являются MakerDAO, Meta Force Space, Compound Finance, PayCash и Uniswap. Наиболее известный российский DeFi-проект - криптовалютный InDeFi SmartBank бизнесмена Александра Лебедева.

## Регулирование
В октябре 2021 года FATF включила DeFi в руководство для поставщиков криптоуслуг, поставив перед собой цель регулировать этот тип активов. 

## Недостатки
В то время как преимуществами децентрализованных финансовых сервисов являются доступность и минимизация риска контрагента, их использование несёт в себе новые риски из-за возможных манипуляций рынком и ошибок в коде смарт-контрактов. Так, в феврале 2020 года платформа кредитования bZx лишилась $350 000 или около 2 % от общего объёма активов из-за действий злоумышленника. В марте 2020 года из-за резкого обвала рынка и перегрузки сети Ethereum многие ликвидаторы в системе Maker оказались неспособны выполнять свои функции, что позволило некоторым пользователям выкупить залоги по цене, близкой к нулю, в результате чего около 4 миллиона стейблкоинов Dai оказались необеспеченными.